# Ins Leben entlassen
Ins Leben entlassen ist ein US-amerikanischer Kriminalfilm aus dem Jahr 1950 von Crane Wilbur mit Richard Basehart in der Hauptrolle. Der Film wurde von Universal-International Pictures produziert und zählt zum Subgenre des Film noir.

## Handlung
Larry Nelson sitzt seit 15 Jahren wegen Totschlag in einem Gefängnis in Philadelphia. Nun wird er amnestiert und ist, mit 29 Jahren, das erste Mal als Erwachsener frei. In einer Bar betrinkt er sich mit einer Frau, die versucht ihn zu bestehlen. Larry findet Arbeit als Geschirrspüler in einem Restaurant. Eine Kellnerin zeigt Interesse an ihm, doch Larrys schlechte Erfahrung lässt ihn Abstand halten. Als das Restaurant überfallen wird, kann Larry die Räuber in die Flucht schlagen. Um der Hektik und dem Verbrechen der Großstadt zu entkommen, beschließt er, aufs Land zu fahren.
Während seiner Reise liest er in einer Zeitung von einem Überfall auf einen Geldtransporter, den der Gangster Jack Bernhard mit einem unbekannten Komplizen durchgeführt hat. In Jewel Lake findet Larry Arbeit in einem medizinischen Labor eines Sanatoriums. Er lernt die attraktive Krankenschwester Charlotte Maynard kennen. Als eines Tages ein Patient namens Stoker eingeliefert wird, erkennt Larry ihn als Bernard. Er verspricht ihm, ihn nicht zu verraten. Später geht er mit der Schwester Ann Taylor auf einen Drink in eine Bar. Auch Charlotte ist dort, in ihrer Begleitung ein Mann namens Chaney.
Bernard bietet Larry Geld an, mit dem er den Unterhalt für dessen Ex-Frau Celia bezahlen soll. Doch erst als Larry erfährt, dass sich Charlotte nur für wohlsituierte Männer interessiert, nimmt er das Angebot an. Er trifft sich mit Celia, die sich nach Bernards Befinden erkundigt. Dabei werden sie von drei ehemaligen Kumpanen Bernards belauscht. Einer von ihnen ist Chaney. Sie kommen zu dem Schluss, dass Larry der unbekannte Komplize beim Überfall sein muss.
Mit Bernards Geld kauft Larry neue Kleidung und ein neues Auto, dann beginnt er, sich mit Charlotte zu treffen. Als er Celia das nächste Mal wegen des Unterhalts aufsucht, wird er von den drei Gangstern abgefangen. Sie fahren mit ihm zu einem abgelegenen Haus und foltern ihn, um das Geldversteck zu erfahren. Larry kann den Männern entkommen und ins Sanatorium zurückkehren. Ann versorgt seine Verletzungen, dabei erzählt er ihr von seiner Vergangenheit und auch über Bernhard/Stoker. Sie bittet ihn, zur Polizei zu gegen, doch Larry hat sich entschlossen, weiterzuziehen. 
Chaney zahlt Charlotte 100 Dollar, damit er zu Bernhard ins Zimmer gehen kann. Seine Kumpane entführen Bernhard, während Chaney das Zimmer durchsucht. Er wird durch Larry unterbrochen, der sich von Bernhard verabschieden will. Zufällig findet Larry die Zugangskarte für ein Bankschließfach. Er erkennt Charlottes wahren Charakter und bittet Ann, die Karte zur Polizei zu geben. Er glaubt, dass Stoker in das Haus gebracht wurde, in dem auch er gefangen gehalten wurde. Chaney hat ihn belauscht und entführt Ann.
Larry findet das Versteck, gerade als die Männer einen Schlüssel an einer Kette um den Hals des bewusstlosen Bernards entdecken. Als Chaney mit Ann auftaucht, erzählt er, er sei der Komplize. Chaneys Komplizen begleiten Larry zur Bank. Larry kann dem Bankangestellten eine Nachricht geben, die Polizei zu alarmieren. Im Versteck kommt Bernard zu sich und bemerkt das Fehlen des Schlüssels. Bernard legt Feuer, gerade als Larry mit Chaneys Kumpanen zurückkehrt. Auch die Polizei ist schnell vor Ort und verhaftet die Verbrecher. Larry rettet Bernard aus den Flammen. Trotz seiner schweren Verletzungen will er nichts sagen und Larry vom Verdacht der Komplizenschaft befreien. Erst auf Anns Bitten informiert er die Polizisten  wo sie die Leiche seines Komplizen finden können. Erleichtert küsst Larry Ann.

## Produktion
Gedreht wurde der Film von Mitte September bis Ende Oktober 1949 in Philadelphia, Los Angeles und in den Universal-Studios in Universal City.

## Stab und Besetzung
Bernard Herzbrun und Richard H. Riedel waren die Art Directors, Russell A. Gausman und Oliver Emert die Szenenbildner, Rosemary Odell die Kostümbildnerin. Leslie I. Carey und Robert Pritchard waren für den Ton verantwortlich, Bud Westmore für das Make-up.
In kleinen nicht im Abspann erwähnten Nebenrollen traten Harry Antrim, Joe Besser, Peggie Castle und Joseph Sweeney auf.

## Veröffentlichung
Die Premiere des Films fand am 8. Februar 1950 statt. In der Bundesrepublik Deutschland wurde er am 30. August 1984 im deutschen Fernsehen ausgestrahlt.

## Kritiken
Das Lexikon des internationalen Films schrieb: „Nur mäßig spannender Gangsterfilm.“
Der Kritiker des TV Guide lobte die guten Darstellungen aller beteiligten Schauspieler.